# Sō Morita
Sō Morita (japanisch 守田 創 Morita Sō; * 14. Mai 1992 in der Präfektur Kumamoto) ist ein japanischer Fußballspieler.

## Karriere
Morita erlernte das Fußballspielen in der Jugendmannschaft von Sagan Tosu. Seinen ersten Vertrag unterschrieb er 2010 bei Sagan Tosu. Der Verein spielte in der zweithöchsten Liga des Landes, der J2 League. 2011 wurde er mit dem Verein Vizemeister der J2 League und stieg in die J1 League auf. 2013 wechselte er zu Grulla Morioka. Am Ende der Saison 2013 stieg der Verein in die J3 League auf. 2018 wechselte er zu Tochigi Uva FC (heute: Tochigi City FC).